# Bevis att Napoleon aldrig har existerat

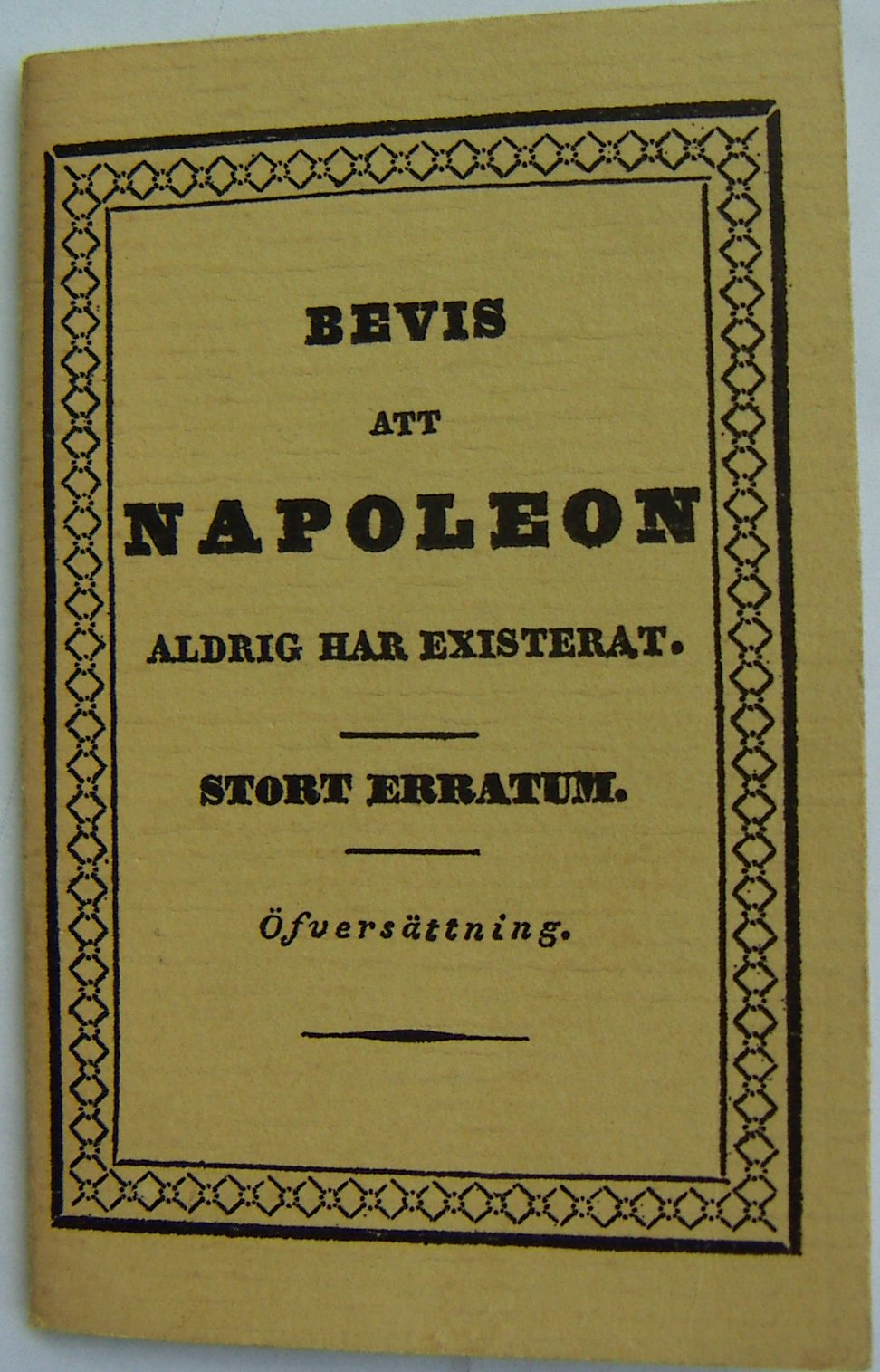
Bilden är ett foto av faksimilupplagan från 1962.

Bevis att Napoleon aldrig har existerat är en pamflett av den franske fysikern Jean-Baptiste Pérès (1752–1840), som är ett satiriskt försök att bevisa att Napoleon Bonaparte aldrig existerat. Boken var den första titel som utkom på Albert Bonniers förlag, 1837.
Bokens originaltitel på franska är Comme quoi Napoléon n'a jamais existé ou Grand Erratum, source d'un nombre infini d'errata à noter dans l'histoire du XIXe siècle, och den utgavs 1827. Satiren var riktad mot Charles François Dupuis (1742–1809), som i sin bok Origine de tous les Cultes, ou la Religion Universelle (1795) försökte visa att alla religioner hade samma mytiska ursprung, och att Jesus från Nasaret aldrig funnits. Pérès syfte var, med Frederick W. Loetschers ord, att i den konservativa teologins intresse reducera den genomgående negativa inställningen hos den rationalistiska kritiken av Bibeln till dess mest absurda konsekvenser. I pamfletten driver Pérès tesen att Napoleons påstådda historicitet egentligen härrör från en forntida solmyt.
Till svenska översattes den från tyska och utgavs av den 17-årige Albert Bonnier som därmed grundade familjekoncernen. Karl Otto Bonnier uppgav 1920 att Jacob Axel Josephson stod för översättningen. Den fullständiga titeln var Bevis att Napoleon aldrig har existerat. Stort erratum, och den utkom i två upplagor.